# 沈阳飞机工业集团
41°51′59.22″N 123°25′29.77″E / 41.8664500°N 123.4249361°E
沈阳飞机工业（集团）有限公司（简称沈飞公司、瀋飛）是中國航空工業集團旗下一員，是中華人民共和国一家飞机制造企业，位于辽宁省沈阳市。前董事长为罗阳。

## 公司歷史
工厂于1951年6月29日正式创建，並且獲得蘇聯的技術指導，綜合性的生產能力較佳，也改名为“国营112厂”。
1957年6月15日，启用新厂名——“国营松陵机械厂”。
1979年6月5日再次改称“国营松陵机械公司”。
1986年1月1日三度更名为“沈阳飞机制造公司”。
1994年6月29日，经国家经贸委批准，在原沈阳飞机制造公司的基础上分離出了“沈飞工业集团”，因此剩下的部份第四次更名，稱“沈阳飞机工业(集团)有限公司”。
2017年11月，中国航空工业集团公司旗下“中航黑豹股份有限公司”（简称：中航黑豹），以新股发行形式购买母公司航空工业、中国华融合计持有的沈飞集团 100%股权。并拟将公司名称变更为“中航沈飞股份有限公司（英文名称 AVIC SHENYANG AIRCRAFT COMPANY LIMITED）”。简称变更为“中航沈飞”，证券代码“600760”保持不变。

## 产品
該公司在中國大陸被誉为“中国歼击机摇篮”，是目前中華人民共和国创建最早、规模最大的现代化歼击机设计制造基地。
自1951年创建以来，其伴随着中国大陸的經濟发展，這家公司也在中国軍用飛機的歷史中製造了許多具有代表性的“飛機機型”。

### 战斗机
- 歼-5战斗机（中国第一架喷气式歼击机）
- 歼-6战斗机（中国第一架超音速歼击机）
- 歼-7战斗机（中国第一架双倍音速歼击机）
- 歼-8战斗机（中国第一架自主设计研制的高速歼击机）
- 歼-11战斗机
- 歼-13
- 歼-15战斗机 （中國第一架艦載战斗機）
- 歼-16战斗机
- 殲-35
- 沈飞六代机

### 教练机
- 歼教-1教练机（中国第一架喷气式教练机）
- 歼教-6教练机（中国第一架超音速教练机）

### 导弹
- 红旗一号（中国第一枚地空导弹）

### 零件
- 中國商飛ARJ21尾翼及引擎吊艙
- 空中巴士部件
- 波音机尾及货舱门
- 麦道部件
- 庞巴迪C系列机身
- AL-31发动机部件（2016年起改由中國航空發動機集團製造）

## 圖片

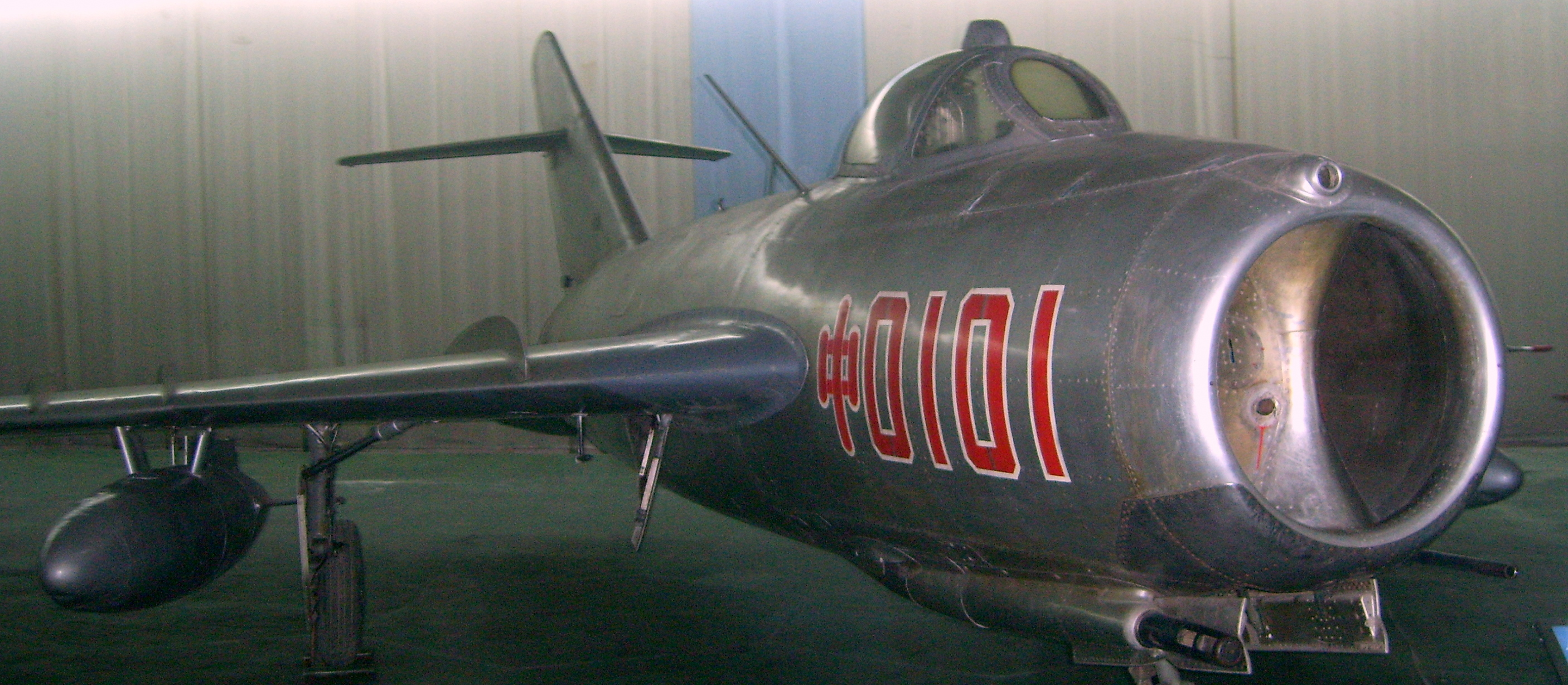
J-5
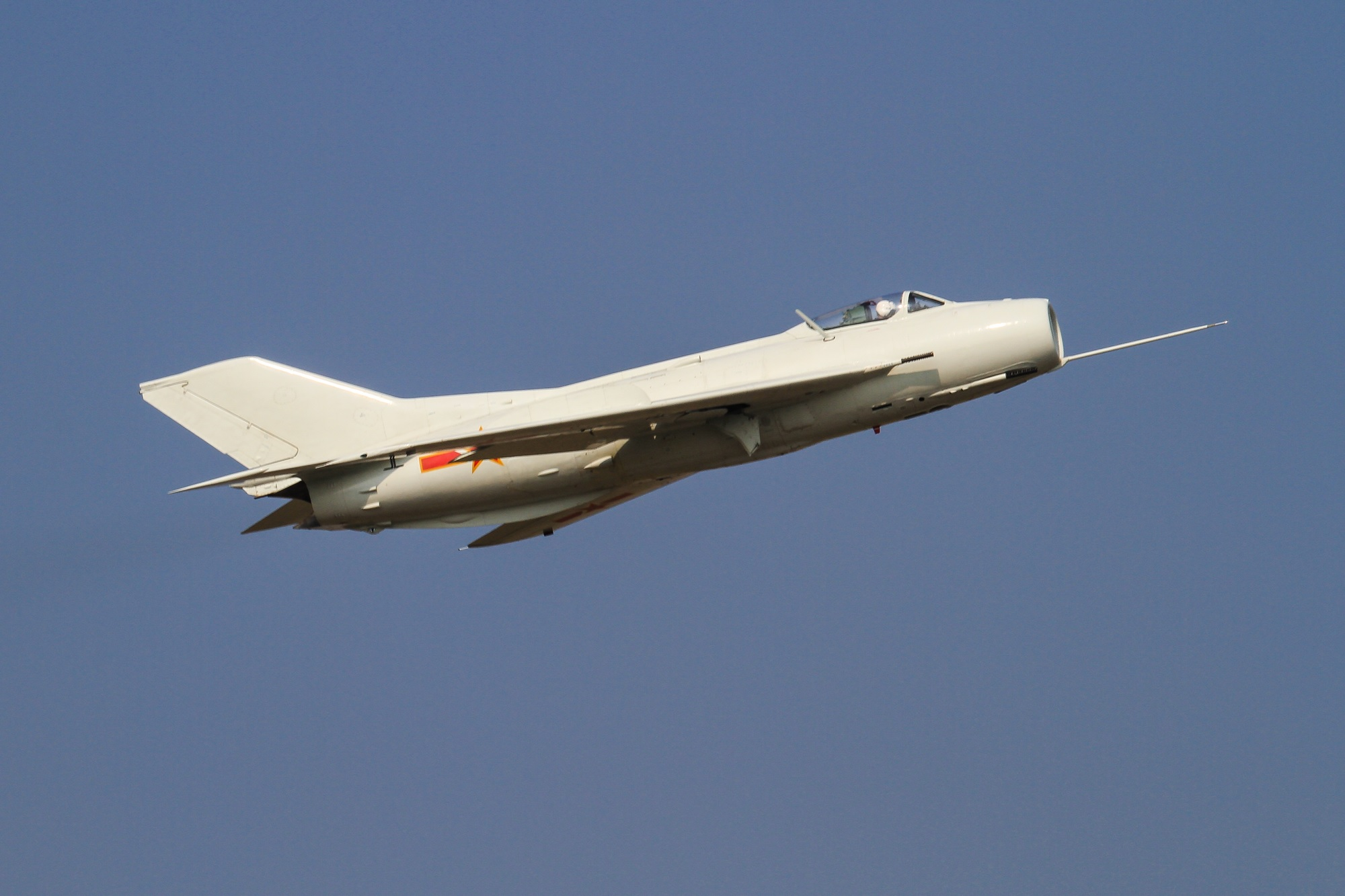
J-6
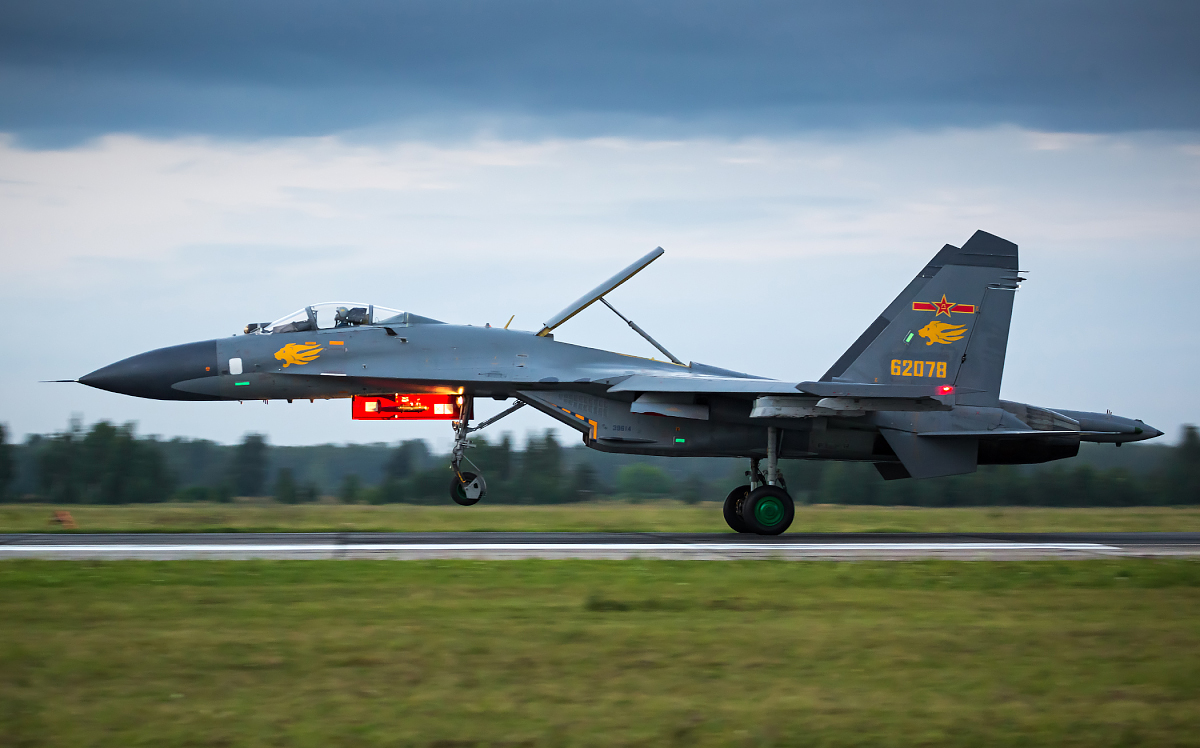
J-11A
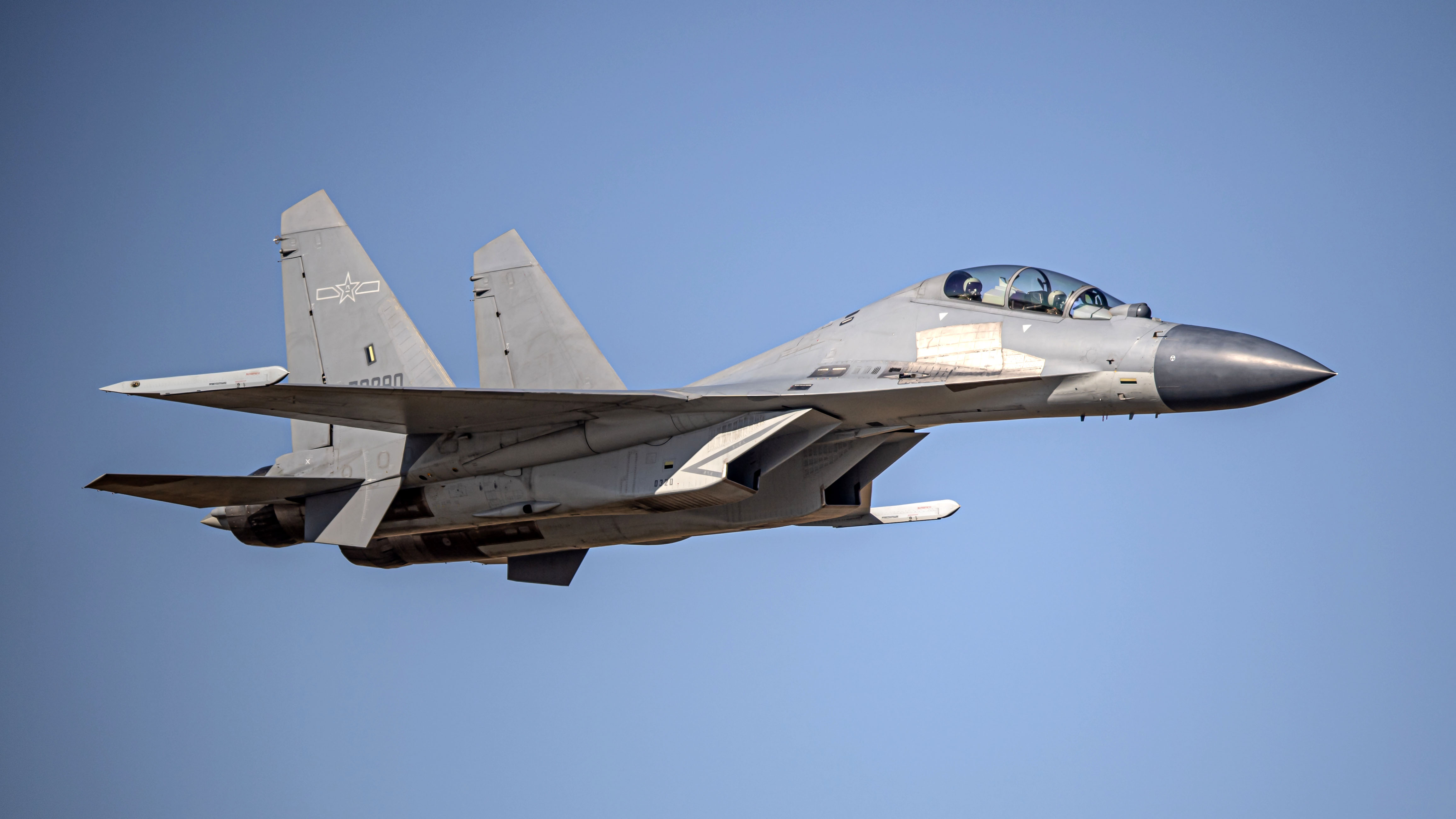
J-16
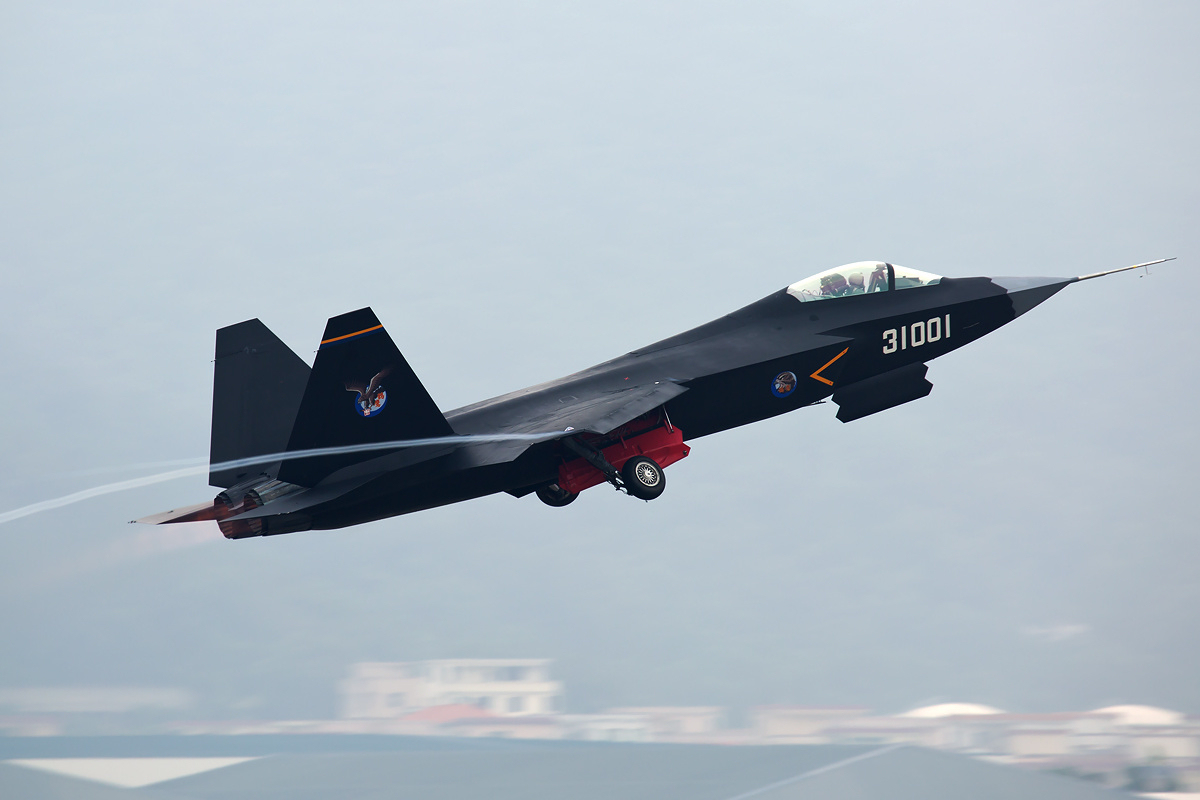
FC-31